# Сосны (телесериал)
«Уэйуорд Пайнс», или «Со́сны Уэйуорд» (англ. Wayward Pines) — американский телесериал, созданный Чадом Ходжем по мотивам трилогии Блейка Крауча «Сосны». Премьера состоялась на канале Fox 14 мая 2015 года, последняя серия — 23 июля 2015 года. 9 декабря канал продлил сериал на второй сезон, премьера которого состоялась 25 мая 2016 года. В мае 2018 сериал был закрыт.

## Сюжет
Агент секретной службы Итан Бёрк приезжает в небольшой город Уэйуорд Пайнс, штат Айдахо, чтобы расследовать исчезновение двух федеральных агентов, одним из которых является его бывшая любовница. На подъезде к городу он попал в аварию и очнулся в больнице города. В больнице Итан знакомится с доктором Дженкинсом. В городе царят странные порядки. За всеми жителями организована круглосуточная слежка. Междугородние линии связи не работают. При попытке выбраться из города оказывается, что Уэйуорд Пайнс окружён высокой стеной с изгородью под напряжением. Местный шериф объясняет Итану правила: нельзя вспоминать прошлую жизнь и при телефонном звонке нужно обязательно брать трубку. Некоторые из жителей города вынашивают план побега за стену.
В ходе одной из попыток побега Итан вырывается за стену и ему открывается действительность. На земле 4028 год. Произошла глобальная катастрофа и землю заполонили монстры, результат мутации. Их называют Абби. Учёные, которые предвидели такое развитие событий, погрузили себя в криогенный сон и проснулись через 2000 лет. Доктор Дженкинс, настоящее имя которого Дэвид Пилчер, — один из них. Учёные построили город и лабораторию, которая его обслуживает. Спустя несколько лет проснулось ещё некоторое количество замороженных жителей Земли, которые по плану учёных составят своего рода ковчег, колыбель нового человечества. Эти люди и есть жители Уэйуорд Пайнс. Отдельные жители города — добровольцы эксперимента, хотя большинство попали сюда насильственно.
Между тем попытки жителей выйти за стену могут разрушить этот хрупкий мирок. Абби также постоянно пытаются прорваться в город. Защищая город от прорыва периметра в конце первого сезона, Итан гибнет. Внутри города разгорается небольшая гражданская война. Оппозиции — второму поколению, родившемуся уже в городе, — под предводительством сына Итана Бена Бёрка удаётся отключить систему тотальной слежки. Повстанцы пытаются вырваться за стену, однако остальная часть жителей первого поколения берёт власть в свои руки. В городе начинаются проблемы с поставками продовольствия, и жители вынуждены выйти за стену и попытаться начать выращивать урожай. Кончаются медикаменты и не хватает электроэнергии. Угроза существованию жителей нарастает, и единственный шанс остаться в живых — снова погрузиться в анабиоз, но криогенных камер хватает не на всех.

## В ролях
| Таблица присутствия актёров в сезонах | Таблица присутствия актёров в сезонах | Таблица присутствия актёров в сезонах | Таблица присутствия актёров в сезонах |
| Актёр                                 | Персонаж                              | Сезон                                 | Сезон                                 |
| Актёр                                 | Персонаж                              | 1                                     | 2                                     |
| Актёр                                 | Персонаж                              | Основной состав                       | Основной состав                       |
| ------------------------------------- | ------------------------------------- | ------------------------------------- | ------------------------------------- |
| Мэтт Диллон                           | Итан Бёрк                             | Постоянно                             |                                       |
| Карла Гуджино                         | Кейт Хьюсон                           | Постоянно                             | Гость                                 |
| Тоби Джонс                            | Дэвид Пилчер / доктор Дженкинс        | Постоянно                             | Периодически                          |
| Шэннин Соссамон                       | Тереза Бёрк                           | Постоянно                             | Периодически                          |
| Рид Даймонд                           | Гарольд Боллинджер                    | Постоянно                             |                                       |
| Тим Гриффин                           | Адам Хасслер                          | Постоянно                             | Периодически                          |
| Чарли Тахэн                           | Бен Бёрк                              | Постоянно                             | Периодически                          |
| Джульетт Льюис                        | Бэверли                               | Постоянно                             |                                       |
| Мелисса Лео                           | Памела «Пэм» Пилчер                   | Постоянно                             | Гость                                 |
| Терренс Ховард                        | шериф Арнольд Поуп                    | Постоянно                             | Периодически                          |
| Джейсон Патрик                        | доктор Тео Йедлин                     |                                       | Постоянно                             |
| Нимрат Каур                           | Ребекка Йедлин                        |                                       | Постоянно                             |
| Джош Хелман                           | Ксандер Бек                           |                                       | Постоянно                             |
| Том Стивенс                           | Джейсон Хиггинс                       | Периодически                          | Постоянно                             |
| Кейси Рол                             | Кэрри Кемпбелл                        |                                       | Постоянно                             |
| Хоуп Дэвис                            | Меган Фишер                           | Периодически                          | Постоянно                             |
| Джимон Хонсу                          | Сиджей Митчем                         |                                       | Постоянно                             |
| Второстепенный состав                 |                                       |                                       |                                       |
| Грета Ли                              | Руби Дэвис                            | Периодически                          | Периодически                          |
| Шивон Фэллон                          | Арлин Моран                           | Периодически                          | Периодически                          |
| Барклей Хоуп                          | Брэд Фишер                            | Периодически                          |                                       |
| Сара Джеффри                          | Эми                                   | Периодически                          |                                       |
| Джастин Кирк                          | Питер Маккол                          | Периодически                          |                                       |
| Чад Кровчук                           | Тим Белл                              | Периодически                          |                                       |
| Крис Маршалл                          | Елена                                 | Периодически                          |                                       |
| Майкл Макшейн                         | Большой Билл                          | Периодически                          |                                       |
| Терил Ротери                          | Генриетта                             | Периодически                          |                                       |
| Иэн Трейси                            | Франклин Доббс                        | Периодически                          |                                       |
| Арджей Фезерстонхо                    | Шон                                   |                                       | Периодически                          |
| Кристофер Майер                       | Марио                                 |                                       | Периодически                          |
| Эмма Трамбле                          | Люси Армстронг                        |                                       | Периодически                          |
| Амитай Мэрморштейн                    | Оскар                                 |                                       | Периодически                          |

### Основной состав
- Мэтт Диллон — Итан Бёрк, агент Секретной службы.
- Карла Гуджино — Кейт Хьюсон, одна из пропавших агентов и бывшая любовница Итана.
- Тоби Джонс — Дэвид Пилчер / доктор Дженкинс, учёный, который основал «Уэйуорд Пайнс». Работает психиатром в госпитале.
- Шэннин Соссамон — Тереза Бёрк, жена Итана и мать Бена.
- Рид Даймонд — Гарольд Боллинджер, создатель игрушек и муж Кейт.
- Тим Гриффин[англ.] — Адам Хасслер, начальник Итана, несколько лет прожил среди абби.
- Чарли Тахэн — Бен Бёрк, сын Итана и Терезы.
- Джульетт Льюис — Бэверли, бармен, год прожила в Уэйуорд Пайнс.
- Мелисса Лео — Памела «Пэм» Пилчер, медсестра в госпитале «Уэйуорд Пайнс» и сестра Дэвида Пилчера.
- Терренс Ховард — шериф Арнольд Поуп.
- Джейсон Патрик — доктор Тео Йедлин, хирург, чьи лидерские качества будут иметь огромное значение для жителей «Уэйуорд Пайнс».
- Нимрат Каур — Ребекка Йедлин, жена Тео, а теперь Ксандера, успешный архитектор.
- Джош Хелман — Ксандер Бек, новый муж Ребекки в городе.
- Том Стивенс — Джейсон Хиггинс, лидер Первого Поколения, новый шериф.
- Кейси Рол — Кэрри Кемпбелл, мать Джейсона, и по незнанию жена Джейсона в городе, из-за травмы живота не успела зачать сына/внука.
- Хоуп Дэвис — Меган Фишер, преподаватель в Академии «Уэйуорд Пайнс», бывший гипнотерапевт и жена Брэда Фишера.
- Джимон Хонсу — Сиджей Митчем, один из первых жителей «Уэйуорд Пайнс».

### Второстепенный состав
- Шиван Фэллон — Арлин Моран, секретарь в офисе шерифа (1 сезон); секретарь в больничной приёмной (2 сезон).
- Барклей Хоуп — Брэд Фишер, мэр города «Уэйуорд Пайнс».
- Сара Джеффри — Эми, подруга и сокурсница Бена.
- Джастин Кирк — Питер Маккол, агент по недвижимости.
- Чад Кровчук — Тим Белл, портье в отеле «Уэйуорд Пайнс».
- Грета Ли — Руби Дэвис, официантка в «The Excellent Bean».
- Крис Маршалл — Елена, журналистка и напарница Сары Барлоу.
- Майкл МакШейн — Большой Билл, агент по недвижимости.
- Терил Ротери — Генриетта, бухгалтер, которая работала на Большого Билла.
- Иэн Трейси — Франклин Доббс, часовщик в «Уэйуорд Пайнс».
- Арджей Фезерстонхо — Шон, солдат Первого Поколения.
- Кристофер Майер — Марио, солдат Первого Поколения.
- Эмма Трамбле — Люси Армстронг, студентка академии «Уэйуорд Пайнс», член Первого Поколения.
- Амитай Мэрморштейн — Оскар, врач и член Первого Поколения.

## Производство
Создатель сериала Чад Ходж написал сценарий для пилотного эпизода, а исполнительный продюсер телесериала М. Найт Шьямалан стал его режиссёром. Официально «Уэйуорд Пайнс» получил заказ на съёмки первого сезона, который будет состоять из 10 эпизодов, в мае 2013 года. Но 12 мая 2014 года, телеканал Fox объявил, что премьера состоится только в 2015 году в мид-сезон. Съёмки телесериала начались в августе 2013 года и закончились в феврале 2014. В городе Бернаби была отснята интерьерная часть шоу, а в городе Агассиз (Британская Колумбия) экстерьерная часть.

## Эпизоды

### Сезон 1
| № общий | № в сезоне | Название                                                                                            | Режиссёр         | Автор сценария                                   | Дата премьеры | Зрители в США (млн) |
| --- | ---------- | --------------------------------------------------------------------------------------------------- | ---------------- | ------------------------------------------------ | ------------- | ------------------- |
| 1 | 1          | «Где рай является домом» «Where Paradise Is Home»                                                   | М. Найт Шьямалан | Чад Ходж                                         | 14 мая 2015   | 3,76                |
| Специальный агент Итан Бёрк попадает в аварию со своим коллегой. Он просыпается на больничной койке в странном городке Уэйуорд Пайнс. Он пытается связаться с родными, но не может. В городе все ведут себя как сумасшедшие. |            | |                  |                                                  |               |                     |
| 2 | 2          | «Не обсуждай свою прежнюю жизнь» «Don't Discuss Your Life Before»                                   | Шарлотта Зилинг  | Чад Ходж                                         | 21 мая 2015   | 4.59                |
| Итан решает сам разобраться, что происходит в этом городке. В городе он находит женщину, которая подтверждает его подозрения. Тем временем жена Бёрка отправляется на поиски мужа со своим сыном Беном. |            | |                  |                                                  |               |                     |
| 3 | 3          | «Наш город – наши законы» «Our Town, Our Law»                                                       | Зал Батманглидж  | Чад Ходж                                         | 28 мая 2015   | 3.97                |
| Беверли казнили. Берк приходит домой к Кейт и предлагает бежать, но она говорит, что это бесполезно. Тем временем Тереза и Бен подъезжают к Уэйуорд Пайнс. |            | |                  |                                                  |               |                     |
| 4 | 4          | «Один из наших старших риэлторов вышел на пенсию» «One of Our Senior Realtors Has Chosen to Retire» | Зал Батманглидж  | Стивен Левинсон                                  | 4 июня 2015   | 4.20                |
| Итан получает ещё один сюрприз от жителей городка. Тем временем Бен получает предложение в школу, где находит новую подругу. |            | |                  |                                                  |               |                     |
| 5 | 5          | «Истина» «The Truth»                                                                                | Джеймс Фоули     | Блэйк Крауч, Мэтт Даффер и Росс Даффер           | 11 июня 2015  | 4.24                |
| Тереза получает предложение работать риэлтором и первое задание показать свободные дома новому жителю, который как и Итан очнулся после аварии. Итан исследует леса. В это время Бен узнает ужасную тайну Уэйуорд Пайнс, настолько ужасную, что про нее не должны знать даже родители.                                                                                        |            | |                  |                                                  |               |                     |
| 6 | 6          | «Выбор» «Choices»                                                                                   | Джефф Т. Томас   | Мэтт Даффер, Росс Даффер и Бретт Конрад          | 25 июня 2015  | 3.45                |
| Итан от Пилчера тоже узнал правду города, теперь Итан должен помочь городу сохраниться. |            | |                  |                                                  |               |                     |
| 7 | 7          | «Предательство» «Betrayal»                                                                          | Стив Шилл        | Роб Фреско                                       | 2 июля 2015   | 3.38                |
| Итан обо всем рассказывает жене, но та ему не верит. Тем временем группа подпольщиков пытается взорвать стену. |            | |                  |                                                  |               |                     |
| 8 | 8          | «Самое доброжелательное место на земле» «The Friendliest Place on Earth»                            | Тим Хантер       | Патрик Эйсон, Роб Фреско, Чад Ходж и Блейк Крауч | 9 июля 2015   | 3.37                |
| После взрыва Бен Бёрк и Эми Бреслоу оказываются в больнице. Поговорив с Меган, Бен начинает обвинять отца в потворстве террористам из-за личной привязанности к Кейт. Дэвид Пилчер подозревает, что в его команде завелся предатель, который укрывает важную информацию о мятежниках. Пэм вызывается помочь брату найти ренегата среди своих.                                 |            | |                  |                                                  |               |                     |
| 9 | 9          | «Расплата» «A Reckoning»                                                                            | Нимрод Антал     | Мэтт Даффер и Росс Даффер                        | 16 июля 2015  | 3.25                |
| Пока Итан медлит с наказанием для террористов, «первое поколение» Уэйуорд Пайнс решает взять вопрос об осуществлении расплаты в свои руки. Они врываются в полицейский участок, где находятся заключенные, чтобы устроить расправу. Дженкинс требует от Итана, чтобы тот восстановил порядок, казнив Кейт, главную зачинщицу беспорядков.                                     |            | |                  |                                                  |               |                     |
| 10 | 10         | «Цикл» «Cycle»                                                                                      | Тим Хантер       | Мэтт Даффер, Росс Даффер, Чад Ходж и Блейк Крауч | 23 июля 2015  | 3.98                |
| Дэвид Пилчер отключает электропитания во всем Уэйуорд Пайнс, оглашая таким образом окончание работы над этим «проектом». Когда он приказывает приготовиться к оживлению группы C, Пэм пытается вразумить брата, но он принимает это за слабость и предательство. Тем временем части города удается укрыться от абби в подземных туннелях, ведущих к горе и центру управления. |            | |                  |                                                  |               |                     |

### Сезон 2 (2016)
| № общий | № в сезоне | Название                                                      | Режиссёр        | Автор сценария     | Дата премьеры | Зрители в США (млн) |
| --- | ---------- | ------------------------------------------------------------- | --------------- | ------------------ | ------------- | ------------------- |
| 11 | 1          | «Линия фронта» «Enemy Lines»                                  | Дэвид Петрарка  | Марк Фридман       | 25 мая 2016   | 3,06                |
| Доктор Тео Едлин пробуждается после анабиоза и оказывается в эпицентре восстания. Он пытается понять, что Уэйуорд Пайнс действительно является последним островком для спасение человеческой расы. Коренной житель и по совместительству главный судья СиДжей Митчем пытается стать мостом между настоящим и прошлым города. Бывшая преподавательница Академии Уэйуорд Пайнс Меган Фишер продолжает свои эксперименты на Абберах и помогать диктатуре Первого Поколения.                                                                   |            |                                                               |                 |                    |               |                     |
| 12 | 2          | «Кровавая Жатва» «Blood Harvest»                              | Брэд Тёрнер     | Майкл Р. Перри     | 1 июня 2016   | 2,52                |
| Доктор Тео Едлин пытается разобраться как устроена жизнь в городке. Когда он узнает, что является единственным хирургом в Уэйворд Пайнс, он собирается использовать это как рычаг, чтобы узнать информацию о своей жене Реббеке и узнать правду о городе у лидера «Первого Поколения» Джейсона Хиггинса. В это время Меган Фишер продолжает руководить экспериментами над Абберами. Тереза Берк отчаянно пытается найти своего сына Бена. Группа во главе с СиДжей Митчем отправляются за заборы, чтобы начать работу над важным проектом. |            |                                                               |                 |                    |               |                     |
| 13 | 3          | «Однажды в Уэйворд-Пайнс» «Once Upon a Time in Wayward Pines» | Джон Крокидас   | Анна Фрик          | 8 июня 2016   | 2,37                |
| Во флэшбеках станет известно, как воспитывали юного Джейсона Хиггинса, чтобы в будущем он стал лидером Первого поколения и всего Уэйуорд Пайнс. Тем временем в городке снова появляется медсестра Пэм и становится угрозой для его жителей. Доктор Тео Едлин продолжает копать дальше и пытается понять почему он был выбран в качестве жителя Уэуорд Пайнс. |            |                                                               |                 |                    |               |                     |
| 14 | 4          | «План побега» «Exit Strategy»                                 | Тай Уэст        | Назрин Чадхури     | 15 июня 2016  | 2,48                |
| Ксандеру удается выбраться из ловушки и вернуться в Уэйуорд Пайнс, с новой информацией относительно Абберов. В это время Ребекка вступает в конфликт с Меган, чтобы помочь молодой девушке по имени Люси, которая нарушила правила города. Несмотря на протесты доктора Тео Едлина, СиДжей Митчем собирает группу, чтобы провести экспедицию за заборами Уэйуорд Пайнс. |            |                                                               |                 |                    |               |                     |
| 15 | 5          | «Бей тревогу» «Sound the Alarm»                               | Олрик Райли     | Эдвард Рикоурт     | 22 июня 2016  | 2,32                |
| Ребекка вспоминает первую встречу с Пилчером, когда раскрывается архитектор и сотворение Уэйворд Пайнс. Тео потрясен тайной, которую Ребекка передает ему. Тереза говорит СиДжею и Адаму, что хочет жить вне защищенной территории, пока Меган экспериментирует на первой женщине-существе, которая была поймана. |            |                                                               |                 |                    |               |                     |
| 16 | 6          | «Город на холме» «City Upon a Hill»                           | Винченцо Натали | Тайлер Хизел       | 29 июня 2016  | 2,27                |
| После неожиданной атаки абберов на СиДжейя и сборочные комбайны, Тереза оказывается в смертельной опасности, а жители городка начинают испытывать проблемы с продовольствием. Доктору Тео Едлину удается создать временные сортировочные блоки. Попытки Тео вернуть старые отношения с Ребеккой ничему не приводят. Тем временем Ксандер доказывает Джейсону, что у него еще остался порох в пороховницах и не стоит сомневаться в его способности руководить                                                                              |            |                                                               |                 |                    |               |                     |
| 17 | 7          | «Время покажет» «Time Will Tell»                              | Джефф Т. Томас  | Анна Фрик          | 6 июля 2016   | 2,28                |
| Доктор Тео Едлин и Меган Фишер расходятся во мнении относительно интеллекта абберов. Вскоре выясняется, что они недооценили монстров, которые находятся за заборами Уэйуорд Пайнс. Когда события принимают печальный оборот становится уже поздно. В другом месте СиДжей раздумывает над ответственностью, которая легла на его плечи. |            |                                                               |                 |                    |               |                     |
| 18 | 8          | «Вердикт» «Pass Judgment»                                     | Дженнифер Линч  | Шеймас Кевин Фейхи | 13 июля 2016  | 2,38                |
| Доктор Тео объединяется с Хасслером, что поймать сбежавшего лидера Абберов. Ксандер пытается противостоять условиям Ребекки. Тем временем Джейсон узнает шокирующие новости о Керри. |            |                                                               |                 |                    |               |                     |
| 19 | 9          | «Подготовительная школа Уолкотт» «Walcott Prep»               | Матиас Хендл    | Марк Фридман       | 20 июля 2016  | 2,04                |
| Пилчер вспоминает, как он нашел своего Избранного. Абберы приближаются и Джейсон принимает фатальное решение. Ксандер и Тео должны объединиться несмотря на разногласия, чтобы остановить Джейсона, до того, как человечество будет потеряно. |            |                                                               |                 |                    |               |                     |
| 20 | 10         | «Сказка на ночь» «Bedtime Story»                              | Тай Уэст        | Марк Фридман       | 27 июля 2016  | 2,22                |
| После того как Абберы оказываются в городе, доктору Тео Едлину предстоит принять решение, от которого зависит продолжение человеческого рода. |            |                                                               |                 |                    |               |                     |